# Partido Republicano de La Habana
El Partido Republicano de La Habana fue un partido político de Cuba. Fue fundado a fines de 1899. Originalmente liderado por el Dr. Domingo Méndez Capote. Otros miembros prominentes fueron Mario García Menocal (quien sucedería a Méndez Capote en la dirección del partido), Eugenio Sánchez Agramonte, Fernando Freyre de Andrade, Manuel María Coronado, Manuel Despaigne y Juan Gualberto Gómez.

## Historia
El partido anunció su programa el 3 de abril de 1900. Declaró su voluntad de ayudar al gobierno militar estadounidense, durante la fase transitoria de la ocupación, de acuerdo con la Resolución Conjunta del 19 de abril de 1898. Además, el programa declaraba su meta de formar un estado nacional soberano con autonomía para las provincias, regiones y municipios.
Previo a la Asamblea Constituyente de septiembre de 1900, el partido formó la 'Coalición Republicana Democrática' junto con el Partido Unión Democrática. La coalición se formó para contrarrestar la creciente influencia del Partido Nacional Cubano.
Al no dividir sus votos en dos candidaturas separadas, los Republicanos de La Habana y los de la Unión Democrática esperaban ganarle al Partido Nacional Cubano. Al final, la Coalición no tuvo éxito en su propósito de derrotar al Partido Nacional.
El candidato del partido para las elecciones municipales del 1 de junio de 1901 en La Habana fue Nicasio Estrada Mora. Estrada Mora perdió ante el Dr. Miguel Gener, apoyado por el Partido Nacional Cubano.
En las elección presidencial de 1901, el Partido Republicano de La Habana y el Partido Nacional apoyaron la candidatura de Tomás Estrada Palma para la presidencia y Luis Estévez y Romero como su vicepresidente. Estrada Palma ganó la elección, mientras que su contendiente Bartolomé Masó se retiró en protesta por el fraude electoral. Tras la victoria de Estrada Palma, el Partido Republicano de La Habana se convirtió en el partido gobernante en el país, mientras que el Partido Nacional se disolvió.
El Partido Republicano de La Habana se disolvió en 1906, tras la reelección fraudulenta de Estrada Palma, el estallido de la breve Guerrita de Agosto (1906) y la subsiguiente Segunda ocupación militar estadounidense en Cuba.